# Казакевич, Виктор Ильич
Виктор Ильич Казакевич (21 марта 1962 года — 15 апреля 2017 года) — советский и российский учёный, доктор медицинских наук, врач-диагност.

## Биография
Родился в Москве 21 марта 1962 года. Отец, Илья Михайлович, юрист; мать, Лия Мейлиховна, врач-офтальмолог. Старший брат, Григорий Казакевич, кандидат технических наук, поэт.
Виктор Ильич закончил 297 московскую школу, затем 2-й МОЛГМИ им. Н. И. Пирогова (ныне Российский государственный медицинский университет). В 1985—1986 гг. прошёл интернатуру по специальности «терапия» на базе Центральной Республиканской больницы МЗ РСФСР, а в 1986—1988 гг. — ординатуру по специальности «рентгенология и радиология» на кафедре рентгенологии и радиологии 2 МОЛГМИ им. Н. И. Пирогова. В 1988—1990 гг. работал врачом-рентгенологом в ЦРБ МЗ РСФСР.
С 1990 г. являлся сотрудником МНИОИ им. П. А. Герцена. Первоначально специализировался в области рентгенологии, исследовал возможности лучевой аппаратуры для постановки диагнозов, ранее считавшихся не поддающимися обнаружению техническими средствами. В 1997 году защитил кандидатскую диссертацию на тему «Современные возможности ультразвуковой диагностики при раке лёгкого». В 2013 году защитил докторскую диссертацию на тему «Ультразвуковое исследование органов грудной клетки в торакальной онкологии».
В. И. Казакевич был профессором кафедры лучевой диагностики и маммологии Института повышения квалификации Федерального медико-биологического агентства РФ.
Был постоянным участником Морено-фестивалей (с 2001 года).

### Личная жизнь
В браке с 1997 года. Жена, Юлия Ильинична Казакевич, член International Association for Analytical Psychology (IAAP), двое детей: Лев Казакевич, Елена Казакевич.

## Научные достижения
В. И. Казакевичу в составе коллектива авторов монографии «Ультразвуковая онкоурология» присуждена премия им. Н. Н. Блохина РАМН за лучшую работу в области онкологии.
Награждён нагрудным знаком и званием «Отличник здравоохранения». Научные разработки В. И. Казакевича были представлены в виде докладов и лекций на многочисленных российских и международных конференциях, съездах (в том числе на съездах ультразвуковых диагностов, специалистов по лучевой диагностике) и симпозиумах. В 2005 г. в Женеве на XVII Съезде ультразвуковых специалистов в медицине и биологии (EUROSON 2005), а также в Москве на 11-й и 13-й Гастроэнтерологических неделях (2005, 2007) В. И. Казакевич получил первое место в конкурсе стендовых докладов.
Автор около 300 научных работ, в том числе 4 монографий, двадцати глав в монографиях и руководствах для врачей, шести изобретений, 16 методических рекомендаций, пособий для врачей, новых и усовершенствованных технологий.

## Основные публикации

### Монографии
- Казакевич В. И. — Лучевая диагностика опухолей грудной клетки/ В. М. Араблинский, О. Ю. Ефимова, С. А. Седых, В. В. Бабушкин, Д. Л. Вейзе, М. Г. Шипуло, В. И. Казакевич -Глава в книге: «Торакальная онкохирургия», под ред. В. И. Чиссова, А. Х. Трахтенберга, А. С. Мамонтова — Москва, 1994: стр. 26-43.
- Казакевич В. И. — Главы в книге М. Г. Шипуло «Практическое руководство по ультразвуковой диагностике», Т 1 — Москва, «Высшая школа», 1995: стр. 98-100, 139—140, 153—167.
- Казакевич В. И. — Ультразвуковое исследование/ В. И. Казакевич, А. Х. Трахтенберг — Глава в руководстве: А. Х. Трахтенберг, В. И. Чиссов «Клиническая онкопульмонология» — Москва, «ГЭОТАР Медицина», 2000: стр. 186—196.
- Казакевич В. И. — Ошибки в ультразвуковой диагностике/ И. С. Назарова, Е. Ю. Трофимова,В. И. Казакевич, С. О. Степанов — Глава в руководстве для врачей: «Ошибки в клинической онкологии» под ред. В. И. Чиссова, А. Х. Трахтенберга — Москва, Медицина, 2001: стр. 75-85.
- Казакевич В. И. — Ультразвуковое исследование грудной клетки при злокачественных опухолях лёгких/В. И. Казакевич — Монография, Москва: МНИОИ им. П. А. Герцена, 2003: 168 стр.
- Казакевич В. И. — Ультразвуковая онкоурология/ Л. А. Митина, В. И. Казакевич, С. О. Степанов — Монография, под ред. В. И. Чиссова, И. Г. Русакова — Москва, Медиа Сфера, 2005: 200 стр.
- Казакевич В. И. — Современные методы лучевой диагностики рака лёгкого/ С. А. Седых, Н. В. Нуднов, Е. И. Кашутина, В. И. Казакевич — Электронная библиотека по респираторной медицине. Часть I. Под ред. А. Г. Чучалина — Москва, Издательский дом «Медиаматрикс», 2005.
- Казакевич В. И. — Применение трёхмерной реконструкции при эндосонографическом исследовании пищевода и желудка/ В. В. Соколов, Е. В. Колесникова, Е. Ю. Трофимова, Л. А. Митина, В. И. Казакевич, Е. В. Филоненко — Медицинская технология — Москва, 2006: 17 стр.
- Казакевич В. И. — Ультразвуковая диагностика опухолей наружных половых органов у мужчин/ Л. А. Митина, В. И. Казакевич, П. Д. Беспалов — Монография, под ред. С. А. Седых — Москва, ФГУ «МНИОИ им. П. А. Герцена Росмедтехнологий», 2007: 76 стр.
- Казакевич В. И. — Ультразвуковая диагностика/ С. О. Степанов, В. И. Казакевич, Л. А. Митина, А. Н. Востров, П. Д. Беспалов, Н. С. Скрепцова — Глава в книге «Онкология. Национальное руководство» Под ред. В. И. Чиссова, М. И. Давыдова. — Москва, ГЭОТАР-Медиа, 2008: стр. 75-83.
- Казакевич В. И. — Ультразвуковая диагностика/ С. О. Степанов, В. И. Казакевич, Л. А. Митина, А. Н. Востров — Глава в книге «Руководство по онкологии» под ред. В. И. Чиссова, С. Л. Дарьяловой — Москва, «Медицинское информационное агентство», 2008: стр. 89- 112.
- Казакевич В. И. — Главы в книге «Ошибки в клинической онкологии: руководство для врачей» под ред. В. И. Чиссова, А. Х. Трахтенберга — Москва, «ГЭОТАР-Медиа», 2009: стр. 98-116, 651—685, 715—727.
- Казакевич В. И. — Ультразвуковое исследование/ В. И. Казакевич, А. Х. Трахтенберг — Глава в руководстве: А. Х. Трахтенберг, В. И. Чиссов «Рак легкого» — Москва, «ГЭОТАР-Медиа», 2009: стр. 189—206.
- Казакевич В. И. — Ультразвуковая диагностика опухолей пищеварительного тракта/ Л. А. Митина, В. И. Казакевич, С. О. Степанов — Монография, под ред. В. И. Чиссова, С. А. Седых — Москва, «Издательство Триумф», 2010: 336 стр.
- Казакевич В. И. — Ультразвуковая диагностика/В. И. Казакевич — Глава в книге: А. Х. Трахтенберг, В. И. Чиссов, Г. А. Франк. «Нейроэндокринные опухоли легких» — Москва, Практическая медицина, 2012: стр. 85-97.
- Казакевич В. И. — Видеобронхологическое исследование и эндобронхиальная ультрасонография/ В. В. Соколов,В. И. Казакевич, Л. В. Телегина — Глава в книге: А. Х. Трахтенберг, В. И. Чиссов, Г. А. Франк «Нейроэндокринные опухоли легких» — Москва, Практическая медицина, 2012: стр. 80-85.
- Казакевич В. И. Ультразвуковая диагностика опухолей основных локализаций/С. О. Степанов, В. И. Казакевич, Л. А. Митина, А. Н. Востров — Глава в книге: «Онкология. Национальное руководство. Краткое издание» под ред. В. И. Чиссова, М. И. Давыдова, Москва, ГЭОТАР-Медиа, 2013: стр. 53-60.

### Статьи
- Казакевич В. И. — Современные возможности ультразвуковой диагностики при опухолях пищевода/ Е. Ю. Трофимова, Е. В. Колесникова,В. И. Казакевич, Е. Н. Славнова — Визуализация в клинике", № 9 — Москва, 1996: стр. 8-13.
- Казакевич В. И. — Ультразвуковая диагностика саркомы желудка/ В. И. Казакевич,Е. Ю. Трофимова, Е. В. Колесникова, Л. А. Вашакмадзе, В. В. Яковлева, В. Н. Табаков — Визуализация в клинике № 8 — Москва, 1996: стр. 28-31.
- Казакевич В. И. — Роль эхографии при раке лёгкого/ В. И. Казакевич, Е. Ю. Трофимова — Проблемы туберкулёза № 6 — Москва, 1996: стр. 26-29.
- Казакевич В. И. — Трудности лучевой диагностики рака желудка/ Е. Ю. Трофимова, Е. В. Колесникова, В. И. Казакевич, В. В. Яковлева — Вестник рентгенологии и радиологии, № 4 — Москва, 1996: стр. 43-44.
- Казакевич В. И. — Эндосонография при раке лёгкого/ И. Казакевич, Е. Ю. Трофимова, Е. В. Колесникова — Тезисы докладов конференции с международным участием «Современные методы ультразвуковой диагностики заболеваний сердца, сосудов и внутренних органов» — Москва, 1996: стр. 205—206.
- Казакевич В. И. — Возможности чрескожного ультразвукового исследования в диагностике саркомы желудка/ / В. И. Казакевич — Российский журнал Гастроэнтерологии, Гепатологии и Колопроктологии, том VII, № 5, приложение № 4 — Москва, 1997: стр. 257—258.
- Казакевич В. И. — Возможности ультразвуковой диагностики внутригрудного компонента опухоли щитовидной железы при выборе оперативного доступа / В. И. Казакевич, Е. Ю. Трофимова, А. Х. Трахтенберг, В. О. Ольшанский, Г. А. Франк — Российский онкологический журнал, № 2 — Москва, 1997: стр. 23-27.
- Казакевич В. И. — Возможности ультразвуковой диагностики при определении перехода рака желудка на пищевод/ В. И. Казакевич — Российский журнал Гастроэнтерологии, Гепатологии и Колопроктологии, том VIII, № 5, приложение № 5 — Москва, 1998: стр. 84.
- Казакевич В. И. — Гигантская тератома средостения/ А. Х. Трахтенберг, К. И. Колбанов, В. В. Козлов, С. А. Седых, В. И. Казакевич, Н. Н. Волченко Российский онкологический журнал, № 1, — Москва, 1998: стр. 59-62.
- Казакевич В. И. — Возможности трансабдоминального ультразвукового исследования в выявлении изменённых лимфатических узлов при раке желудка/ Е. Ю. Трофимова, Н. А. Рубцова,В. И. Казакевич — Ультразвуковая диагностика, № 3 — Москва, 1999: стр. 64-68.
- Казакевич В. И. — Ультразвуковое исследование/ В. И. Казакевич, А. Х. Трахтенберг — Глава в монографии: А. Х. Трахтенберг, Г. А. Франк «Злокачественные неэпителиальные опухоли легких» — Москва, Медицина, 1998: стр. 102—114.
- Казакевич В. И. — Ультразвуковая диагностика поражения шейных, надключичных и медиастинальных лимфатических узлов при раке пищевода/ В. И. Казакевич — Российский журнал Гастроэнтерологии, Гепатологии и Колопроктологии, том IX, № 5, приложение № 8 — Москва, 1999: стр. 152.
- Казакевич В. И. — Ультразвуковая диагностика метастатического поражения желчного пузыря и общего желчного протока при меланоме/ В. И. Казакевич — Российский журнал Гастроэнтерологии, Гепатологии, Колопроктологии, Том XI, № 5, приложение № 15 — Москва, 2001: стр. 139.
- Казакевич В. И. — Возможности рентгенологического и ультразвукового методов исследования в оценке эффекта консервативного противоопухолевого лечения новообразований средостения/ В. В. Козлов, Т. В. Михайлина, В. И. Казакевич -Российский онкологический журнал, № 1 — Москва, 2001: стр. 12-14.
- Казакевич В. И. — The possibilities of ultrasound examination in cases with intrathoracic goiter/ V.I. Kazakevich — «Ultrasound in medicine and biology», Vol. 29, № 5S, Montreal, 2003, p. S165.
- Казакевич В. И. — Чрескожное ультразвуковое исследование лёгких: методика и семиотика у больных с ателектазом легочной ткани и массивными опухолями легкого, прилежащими к средостению/ В. И. Казакевич — Ультразвуковая и функциональная диагностика, № 4 — Москва, 2003: стр. 101—113.
- Казакевич В. И. — Чрескожное ультразвуковое исследование лёгких: результаты применения у больных с ателектазом легочной ткани и массивными опухолями легкого, прилежащими к средостению/В. И. Казакевич — Ультразвуковая и функциональная диагностика, № 1 — Москва, 2004: стр. 81-91.
- Казакевич В. И. — Possibilities of ultrasound examination in exterminating invasion depth and detecting distant metastasis of rectal tumors/L. Mitina, V. Kazakevich S. Stepanov — Lijecnicki vjesnik, Vol. 126, Supl. 2, Zagreb, 2004, p. 45.
- Казакевич В. И. — The possibilities of transesophageal ultrasonography in lung cancer/ V.I. Kazakevich — Lijecnicki vjesnik, Vol. 126, Supl. 2, Zagreb, 2004, p. 121—122.
- Казакевич В. И. — Chest sonography in cases with postoperative lung cancer recurrence/ V.I. Kazakevich — Lijecnicki vjesnik, Vol. 126, Supl. 2, Zagreb, 2004, p. 157.
- Казакевич В. И. — Трудности дифференциальной диагностики генитального эндометриоза (клиническое наблюдение)/ С. А. Седых, Н. А. Рубцова, Е. И. Кашутина, Л. А. Митина, В. И. Казакевич — Медицинская визуализация, № 5 — Москва, 2005: стр. 108—111.
- Казакевич В. И. — Ода здоровому желудку (рентгенологическая поэма)/ В. И. Казакевич — Радиология-практика, № 1 — Москва, 2005: стр. 64.
- Казакевич В. И. — Возможности эхографии при опухолях средостения/ В. И. Казакевич — Ультразвуковая и функциональная диагностика, № 2 — Москва, 2005: стр. 183.
- Казакевич В. И. — The possibilities of transthoracic chest sonography in cases with atelectasis or large lung tumors adjacent to the mediastinum/ V.I. Kazakevich — Ultraschall in der Medizine — European Journal of Ultrasound, Supplement 1, Vol. 26, Geneva, 2005, S. 42.
- Казакевич В. И. — Possibilities of endoanal ultrasound examination in determinating invasion depth of the anal tumors/ L.A. Mitina,V.I. Kazakevich, I.V. Droshneva, S.O. Stepanov, L.A. Vashahmadge, D.V. Sidorov, V.M. Khomjakov, V.V. Nemudrov, D.V. Romanov — Ultraschall in der Medizine — European Journal of Ultrasound, Supplement 1, Vol. 26, Geneva, 2005, S. 68.
- Казакевич В. И. -The possibilities of ultrasound examination in cases with mediastinal metastases of thyroid cancer/ V.I. Kazakevich — Ultraschall in der Medizine — European Journal of Ultrasound, Supplement 1, Vol. 26, Geneva, 2005, S. 84.
- Казакевич В. И. — Ultrasound diagnostics of lung tumor invasion of the chest wall: pitfalls and difficulties/ V.I. Kazakevich — Ultraschall in der Medizine — European Journal of Ultrasound, Supplement 1, Vol. 26, Geneva, 2005, S. 84.
- Казакевич В. И. — Possibilities of 3D ultrasound examination in determinating invasion depth of rectal tumors/ L.A. Mitina, V.I. Kazakevich,S.O. Stepanov, L.A. Vashahmadge, D.V. Sidorov, V.M. Khomjakov, V.V. Nemudrov, D.V. Romanov — Ultraschall in der Medizine — European Journal of Ultrasound, Supplement 1, Vol. 26, Geneva, 2005, S. 95.
- Казакевич В. И. — Роль ультразвукового исследования средостения у больных с внутригрудным распространением опухоли щитовидной железы/ В. И. Казакевич, Л. А. Митина — Сибирский онкологический журнал, приложение № 1 — Томск, 2006: стр. 49.
- Казакевич В. И. — Ultrasound diagnostics of abdominal part of oesophagus involvement in gastric cancer/ V.I. Kazakevich, L.A. Mitina — Ultrasound in medicine and biology, Vol. 32, № 5S, Seoul, 2006, P 102.
- Казакевич В. И. — Advantages of 3D sonography in determination of tumor invasion depth in patients with rectal tumors/ L.A. Mitina, V.I. Kazakevich,I.V. Droshneva — Ultrasound in medicine and biology, Vol. 32, № 5S, Seoul, 2006, P 102.
- Казакевич В. И. — The possibilities of 3D sonography in diagnosis and staging of urinary bladder cancer/ L.A. Mitina, V.I. Kazakevich,S.O. Stepanov, I.G. Rusakov, U.V. Ulianov — Ultrasound in medicine and biology, Vol. 32, № 5S, Seoul, 2006, P 124.
- Казакевич В. И. — Seminal vesicle tumor: ultrasound diagnostics and semiotics/ L.A. Mitina,V.I. Kazakevich, P.D. Bespalov — Ultrasound in medicine and biology, Vol. 32, № 5S, Seoul, 2006, P 230.
- Казакевич В. И. — Additional formations near the heart: what can we do using sonography?/ V.I. Kazakevich, L.A. Mitina — Ultrasound in medicine and biology, Vol. 32, № 5S, Seoul, 2006, P 145.
- Казакевич В. И. — The possibilities of 3D sonography cervix uteri cancer in the assessment and monitoring of parametric tumor invasion/ V. Kazakevich, L. Mitina L. Demidova, D. Romanov- Ultrasound in medicine and biology, Vol. 32, № 5S, Seoul, 2006, P 183.
- Казакевич В. И. — Ультразвуковая диагностика опухолей основных локализаций: общие принципы и подходы/ В. И. Казакевич, Л. А. Митина, С. О. Степанов, А. Н. Востров — Сайт Oncology.ru,http://www.rosoncoweb.ru/library/radiodiagnostics/003.pdf:59 стр.
- Казакевич В. И. — The possibilities of sonography in diagnosis of loco-regional gastric cancer relapse/ L. Mitina, V. Kazakevich — Ultraschall in der Medizine — European Journal of Ultrasound, Supplement 1, Vol. 29, Timisoara, 2008, S. 6.
- Казакевич В. И. — The possibilities of sonography in mediastinal tumors/ V. Kazakevich, L. Mitina — Ultraschall in der Medizine — European Journal of Ultrasound, Supplement 1, Vol. 29, Timisoara, 2008, S. 63.
- Казакевич В. И. — Эндосонография при раке пищевода, желудка и лёгкого/ С. О. Степанов, В. В. Соколов, Л. А. Митина, В. И. Казакевич,В. В. Немудров, О. И. Бутенко — Российский онкологический журнал, № 6 — Москва, 2009: стр. 37-46.
- Казакевич В. И. — Болезнь Кастлемана с локализацией в средостении/ О. В. Пикин, Г. А. Франк, Д. А. Вурсол, В. И. Казакевич,А. В. Королев, А. С. Картовещенко — Онкохирургия, Т. 2, № 4 — Москва, 2010: стр. 34-36.
- Казакевич В. И. — Mediastinal mature cysticteratoma perforating into the lung/ O. Pikin,K. Kolbanov, V. Kazakevich, A. Korolev — InteractCardioVasc Thorac Surg, № 11 — England, U.K.,2010: p. 827—829.
- Казакевич В. И. — Методологические аспекты ультразвукового исследования при опухолевой патологии лёгких/ В. И. Казакевич, Д. В. Сафонов — Российский онкологический журнал, № 5 — Москва, 2011: стр. 52-57.
- Казакевич В. И. — Зрелая тератома передневерхнего средостения, осложненная перфорацией в лёгкое/ О. В. Пикин, К. И. Колбанов, М. А. Маканин, В. И. Казакевич, Р. В. Рудаков, А. В. Королев — Российский онкологический журнал, № 2 — Москва, 2012: стр. 29-31.
- Казакевич В. И. — Возможности чрескожного ультразвукового исследования органов грудной клетки при центральном раке лёгкого/ В. И. Казакевич — Онкология. Журнал им. П. А. Герцена, № 2, 2012 — стр. 18-24.

### Патенты
- Казакевич В. И. — Способ получения ультразвукового изображения магистральных лёгочных сосудов при ателектазе верхней доли лёгкого/ В. И. Казакевич, А. Х. Трахтенберг,Е. Ю. Трофимова — патент на изобретение № 2105525, зарегистрирован 27.02.98.
- Казакевич В. И. — Способ лечения рака молочной железы/ В. П. Демидов, В. И. Борисов, Э. К. Сарибекян В. И. Казакевич- Патент на изобретение №.2117445, зарегистрирован 20.08. 98.
- Казакевич В. И. — Способ ультразвуковой оценки эффективности консервативной противоопухолевой терапии/ Л. А. Митина, В. И. Казакевич, В. В. Соколов, Д. В. Романов, А. Э. Шумейко, Е. В. Филоненко, С. А. Седых — Патент на изобретение № 2305494 от 10.09.2007, Бюллетень изобретений № 25 — Москва, 2007.
- Казакевич В. И. — Способ дифференциальной диагностики патологических объёмных образований в корне брыжейки тонкой кишки и/или в большом сальнике/ В. И. Казакевич, Л. А. Митина, С. О. Степанов, С. А. Седых — Патент на изобретение № 2344762 от 27.01.2009, Бюллетень изобретений № 3 — Москва, 2009.